# Кевн Друїдс
Кевн Друї́дс (валл. Derwyddon Cefn) — валлійський футбольний клуб з містечка Кевн Маур, Рексем. Грає у «Cymru Alliance» — другому дивізіоні системи футбольних ліг Уельсу.

## Історія
Заснований 1992 року шляхом поєднання команд «Кевн Альбіон» і «Друїдс Юнайтед». Свій родовід клуб веде від «ФК Друїдс» (англ. Druids F.C), заснованого 1869 року. Цей клуб вважається найстарішим в Уельсі.
У 1923 році «ФК Друїдс» поєднався з клубом «Екрефейр Юнайтед» (англ. Acrefair United F.C.), та отримав назву «Друїдс Юнайтед». Саме цей клуб став базою для сучасного клубу.  
Матчі проводить на стадіоні «Скеля» (англ. The Rock), який вміщує 3500 глядачів (500 міст для сидіння).
У 2012 році вийшов у фінал кубку Уельсу з футболу, де поступився футбольному клубу «Нью-Сейнтс» з рахунком 2:0. Але оскільки «Нью-Сейнтс» зайняв перше місце в Прем'єр-лізі Уельсу і здобув путівку у Лігу чемпіонів УЄФА, «Кевн Друїдс» таким чином здобув право виступу у Лізі Європи УЄФА.

## Досягнення
- Валлійський альянс
  - Чемпіон (1): 1998—99
- Кубок Уельсу з футболу
  - Фіналіст (1): 2011-12.

## Єврокубки
| Ігри у єврокубкових змаганнях | Ігри у єврокубкових змаганнях | Ігри у єврокубкових змаганнях | Ігри у єврокубкових змаганнях | Ігри у єврокубкових змаганнях | Ігри у єврокубкових змаганнях | Ігри у єврокубкових змаганнях | Ігри у єврокубкових змаганнях |
| Сезон                         | Турнір                        | Раунд                         | Клуб                          | Вдома                         | На виїзді                     | Результат                     |                               |
| ----------------------------- | ----------------------------- | ----------------------------- | ----------------------------- | ----------------------------- | ----------------------------- | ----------------------------- | ----------------------------- |
| 2012—13                       | Ліга Європи УЄФА              | 1 кваліфікація                | МюПа                          | 0–0                           | 0–5                           | Виліт                         |                               |